# Bataille de la tour de Billot
Guerre des Cévennes
Batailles
- 1er Plan de Fontmort
- Champdomergue
- Témélac
- Lézan
- Calvisson
- Mas de Cauvi
- Mas de Gaffarel
- 1re Vagnas
- 2e Vagnas
- Maruéjols-lès-Gardon
- Mas de Serrières
- Pompignan
- Vézénobres
- Villesèque
- Tour de Billot
- Crespenou
- Lussan
- 1re Nages
- Vergèze
- Gavernes
- La Madeleine
- Pont-de-Vallongue
- Martignargues
- 2e Nages
- 2e Plan de Fontmort

La bataille de la tour de Billot se déroule en 1703, pendant la guerre des Cévennes. Les camisards de Cavalier sont surpris et écrasés par les troupes royales au château de la tour de Billot, à Bagard.

## Contexte
À la fin du mois d'avril 1703, le chef camisard Jean Cavalier décide de mener une expédition punitive contre les « Florentins », une milice catholique de Saint-Florent-sur-Auzonnet, en représailles à des exactions commises par ces derniers contre des protestants. Il réunit ses forces à celles de Salomon Couderc, et forme ainsi une troupe de 1 200 hommes, avec laquelle il se porte au château de la tour de Billot, dans la plaine de Bagard, entre Alès et Anduze.
Mais la présence des camisards à la tour de Billot est dénoncée au maréchal de Montrevel par un meunier, que Cavalier fera exécuter. Le soir du 29 avril, Montrevel charge le lieutenant-général de Planque d'attaquer les insurgés. Celui-ci quitte Alès à neuf heures du soir avec 800 hommes d'infanterie et 200 dragons ; il rencontre les camisards à onze heures du soir,.

## La bataille
Les troupes royales sont composées de soldats des régiments de Rouergue, de Hainault, de la Fare, Marcilly cavalerie, la Marine, Tarnault, Tournon, Royal-Comtois, Irlandais infanterie, Firmacon, Petit Languedoc dragon et le régiment suisse de Couterne. Divisée en trois colonnes, les dragons traversent le passage du Gardon. Le lieutenant-général de Planque, avec 400 hommes à pied, attaque par le chemin d'Anduze, tandis que la troisième colonne passe par Sommières. La colonne de Planque rencontre la première les camisards près de la ferme de Vermagtet. Ces derniers sont surpris par l'attaque, un petit groupe de combattants d'avant-garde tente de ralentir les royaux, mais il est rapidement bousculé. Cavalier rassemble 400 hommes hors de la porte du château, le reste étant retranché à l'intérieur des murs. Les Royaux lancent l'assaut contre la porte où se déroule des combats acharnés. Finalement les camisards profitent du recul des grenadiers pour évacuer le château à l'exception d'une quarantaine de combattants qui restent bloqués. Cavalier tente deux nouvelles attaques pour reprendre la porte mais il est repoussé à chaque fois. Il abandonne le champ de bataille entre trois et quatre heures du matin et se replie sur Saint Bénezet sans être poursuivi. Les derniers défenseurs résistent jusqu'à huit heures, mais les grenadiers jettent de nombreuses grenades qui mettent le feu au bâtiment. Seuls trois camisards parviennent à s'enfuir ; les autres périssent dans l'incendie,.

## Les pertes
Les pertes des troupes royales sont de deux capitaines tués, un lieutenant et un sous-lieutenant, sept officiers irlandais blessés, 26 grenadiers tués et 29 soldats blessés. Selon les Royaux, 134 camisards sont tués le premier jour, et environ 300 périssent encore le lendemain lors de l'incendie de la tour de Billot. De son côté, Cavalier déclare avoir perdu « cent hommes ou environ », dont 40 dans l'incendie de la tour, et porte la pertes des Royaux à 1 000 tués ou blessés (quoique, selon l'historien Pierre Rolland, il s'agit d'une exagération). 